# WBGO
WBGO- Jazz 88 FM est une radio publique américaine non-commerciale diffusant depuis Newark dans le New Jersey. Sa programmation est surtout constituée de jazz. Elle est diffusée en modulation de fréquence (88.3 Mhz). Elle diffuse également des nouvelles locales et des informations sur le trafic routier. Elle dispose d'une antenne de 4,5 kW.
Elle avait ses studios au Central High School. Ils se situent maintenant dans le centre-ville de Newark. 

## Financement
La station est la propriété du Newark Board of Education. Elle est financée par des auditeurs (16 000 bienfaiteurs) et par les dons provenant d'entreprises, de fondations, ou du gouvernement américain. 

## Histoire
WBGO est issue d'un cercle de réflexion dont les membres se sont installés à Newark dans les années 1970, à la suite des émeutes raciales de 1967 qui ont agité plusieurs villes américaines dont Newark(du 12 au 17 juillet 1967 pour cette seule ville). Avec l'aide de la Corporation for Public Broadcasting ils créent en 1979 la première station de radio publique du New Jersey grâce au transfert par le Newark Board of Education de licences de diffusion sous exploitées. À partir de 1980 elle est diffusée 24 heures sur 24. En 1981 elle commence de produire des concerts à Newark. À partir de 1985 WBGO produit des programmes en syndication qui sont diffusés par plusieurs radios. C'est en 1996 qu'elle lance son site Internet. Depuis le changement de format de WQCD-101.9 FM en 2008, WBGO est la seule station de jazz diffusée à New York.